# Gaio Giulio Iullo (console 489 a.C.)
Gaio Giulio Iullo (latino: Caius Iulius Iulus) (fl. V secolo a.C.) è stato un politico romano del V secolo a.C.

## Biografia
Fu eletto console nel 489 a.C., con Publio Pinario Mamercino Rufo,
l'anno precedente a quello in cui Coriolano guidò i Volsci contro Roma.
I due consoli furono indotti con l'inganno, a credere che i Volsci, progettassero di attaccare Roma, mentre vi erano inviati per assistere ai giochi. I consoli convinsero i Senatori a cacciare dalla città tutti i Volsci, aumentando il risentimento di questi nei confronti di Roma.
E alla fine, nel corso del consolato, i Volsci, comandati da Attio Tullio e da Coriolano, dichiarano guerra a Roma.